# Chiesa dei Cappuccini (Santa Margherita Ligure)
La chiesa dei frati cappuccini è un luogo di culto cattolico situato nel comune di Santa Margherita Ligure, in via Luciano Manara, nella città metropolitana di Genova.

## Storia e descrizione

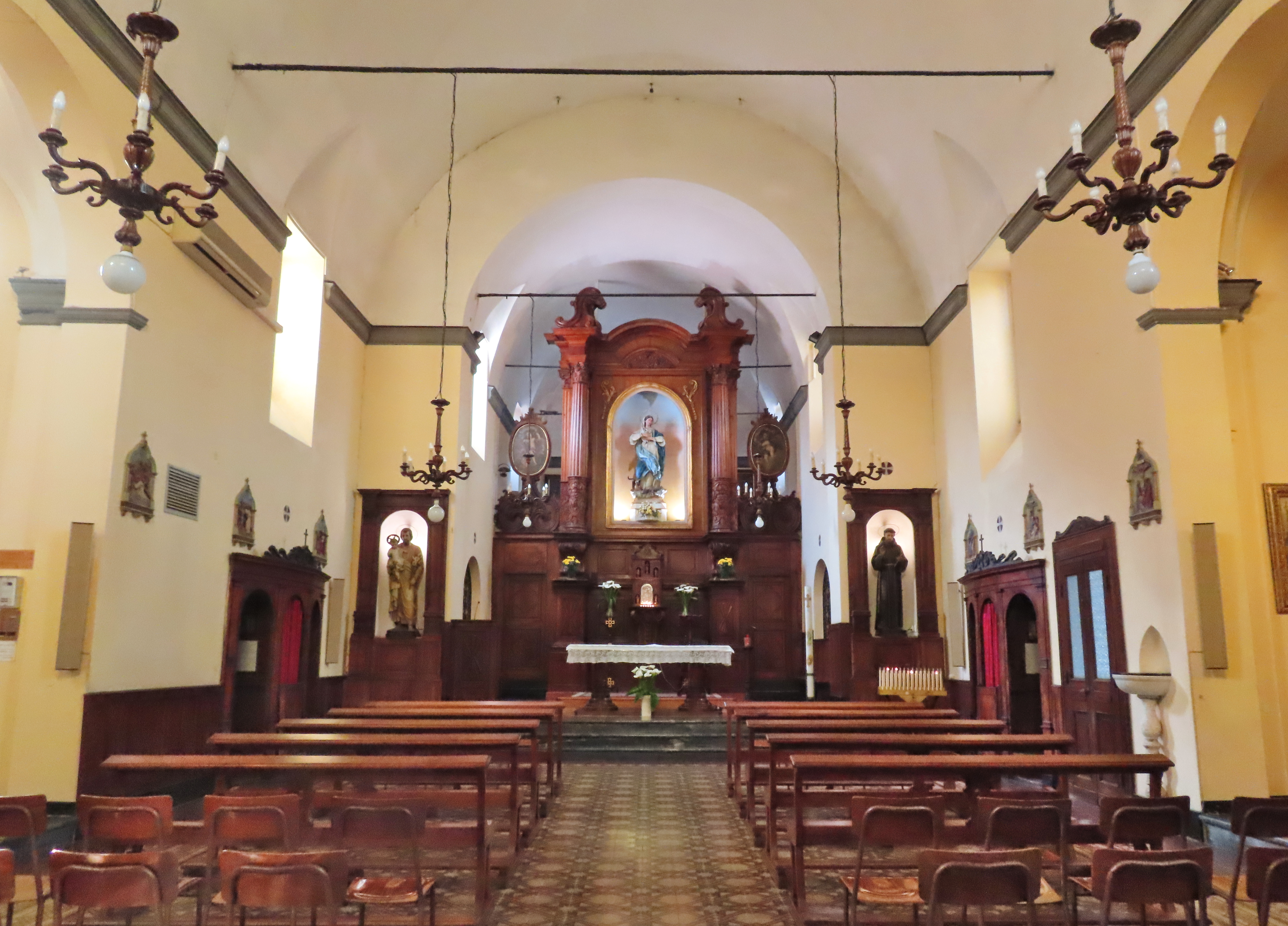
L'interno

Le prime basi per una presenza dei frati nell'allora borgo di Santa Margherita datano al 1606 con la richiesta stessa presentata dagli abitanti al Capitolo Provinciale dei Cappuccini; quest'ultimo giudicò, però, negativa la proposta.
Un anno dopo, nel 1607, la popolazione ritentò una nuova richiesta al Capitolo, anche grazie all'appoggio del nobile genovese e futuro doge della Repubblica di Genova Giovanni Luca Chiavari e tale petizione, in questa occasione, raccolse positivamente un buon numero di voti.
Fu lo stesso nobile a donare un'area sottostante il suo palazzo per l'edificazione del complesso conventuale, opera che interessò il sito dal 1608, con la posizione della prima pietra negli ultimi mesi dell'anno tra autorità religiose, civili e del popolo, fino alla conclusione dei lavori nel 1611. Nuovi lavori si eseguirono ancora nel 1665 con l'aggiunta di alcune celle e l'edificazione di una cappella intitolata a san Felice.
La presenza dei Frati Cappuccini proseguì parallelamente alla vita del borgo e dei suoi abitanti fino alla dominazione francese di Napoleone Bonaparte che, caduta la repubblica genovese e annessi i territori della neo Repubblica Ligure nel Primo Impero francese, decretò la soppressione dell'ordine religioso e la confisca degli stabili. È In questa fase, intorno al 1810, che l'allora arciprete avanzò diritti sul complesso conventuale e sulla chiesa che furono però negati nel 1811 con l'intervento del cardinale Giovanni Battista Spinola che mise sotto la sua giurisdizione la chiesa.

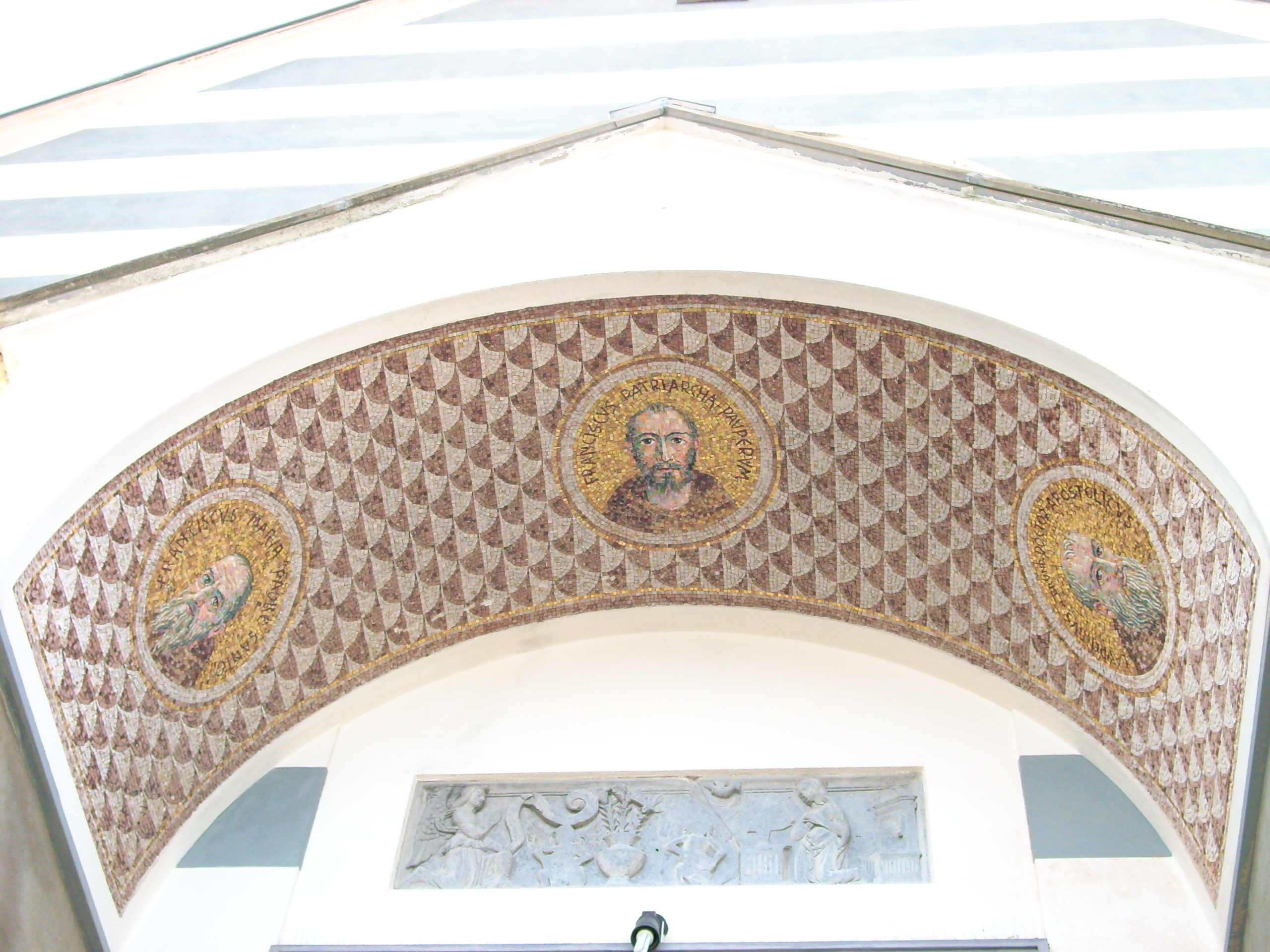
Particolare dell'ingresso

Dopo la caduta di Napoleone e il successivo passaggio nel Regno di Sardegna il convento riaprì al culto il 4 ottobre del 1822. Successivamente la proprietà fu acquistata dal principe Centurione che volontariamente permise all'ordine di abitarlo e officiarlo senza nessuna condizione.
In tempi più moderni, dal 1975 al 30 aprile 1994, il complesso ha ospitato un'opera - denominata "Fraternità" - attiva nel sostegno dei religiosi e dei sacerdoti in difficoltà.
Al suo interno sono da notare un crocifisso in legno del XV secolo e una scultura in marmo, della seconda metà del XII secolo, raffigurante la Madonna in trono, opera di cultura protogotica realizzata da uno scultore proveniente dalla regione francese dell'Île-de-France.